# Ruine Dietfurt

Wappen derer von Dietfurt

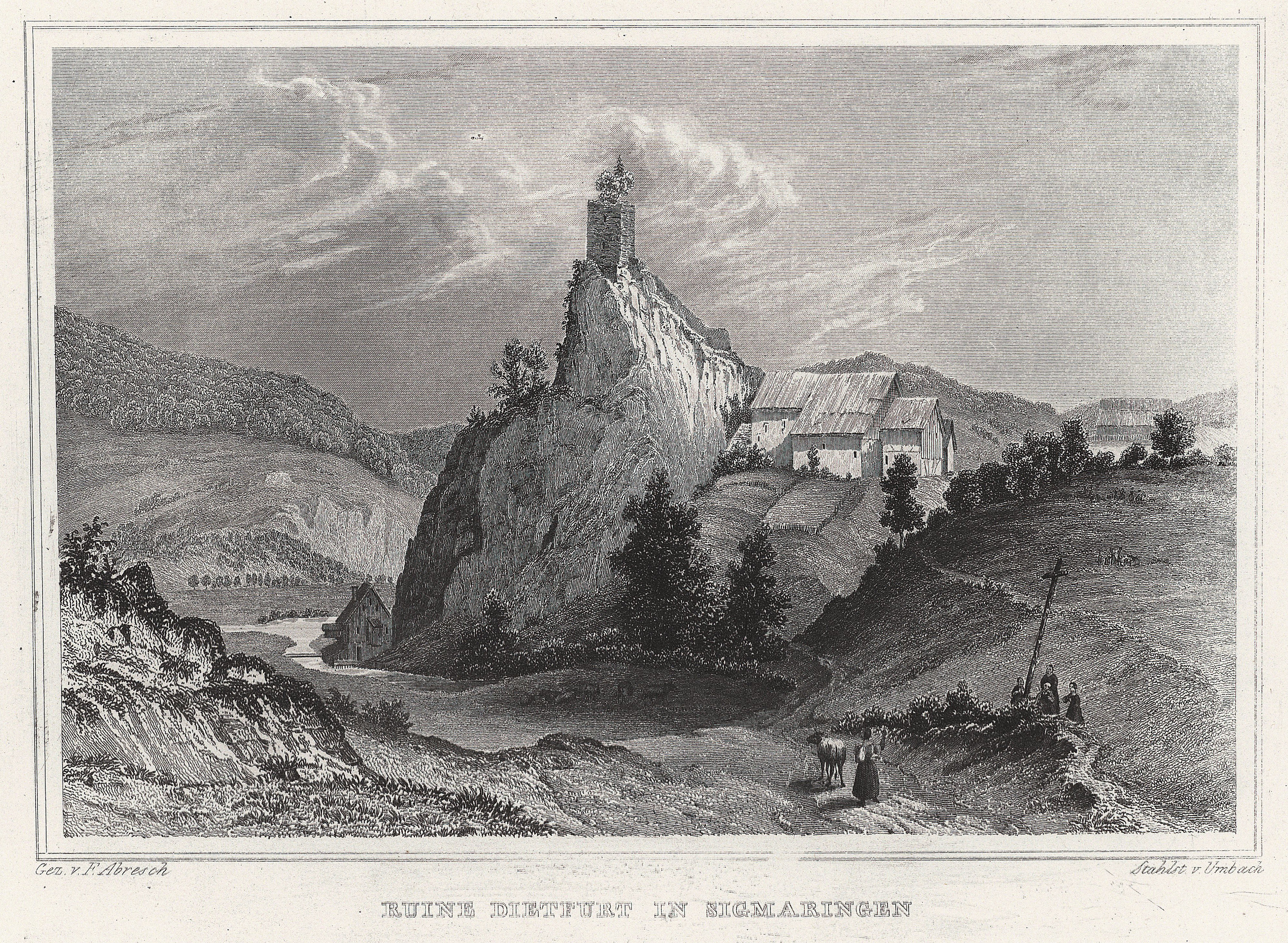
Die Ruine Dietfurt im 19. Jh.

Die Ruine Dietfurt ist die Ruine einer Höhenburg im Weiler Dietfurt, der zur Gemeinde Inzigkofen im Landkreis Sigmaringen in Baden-Württemberg gehört. Die unter der Burg befindliche Burghöhle Dietfurt zählt zu den wichtigsten Fundstätten Süddeutschlands des Spätjungpaläolithikums und des Mesolithikums.

## Lage
Dietfurt liegt zwischen Beuron und Sigmaringen im Naturpark Obere Donau.
Der Bergfried der Gipfelburg auf 620 m ü. NN, weithin sichtbarer Rest der ehemaligen Burg, erhebt sich in exponierter Lage und strategisch günstig auf einem von der Donau umspülten freistehenden Felsen. Sie diente wohl dem Schutz einer Furt durch den Fluss. Die Furt ist heute noch rund 110 Meter unterhalb der Brücke erkennbar.
Das Betreten des im Besitz der Bergwachtsbereitschaft Sigmaringen befindlichen Burgareals ist verboten. Der Zugang zur Burghöhle ist durch eine verschlossene massive Stahltür gesichert. Besichtigungen sind beschränkt bei Anmeldung im Bergwachthaus bei der Ruine auf eigene Gefahr hin möglich.

## Geschichte
Die Burghöhle ist von besonderer archäologischer Bedeutung, weil von der Altsteinzeit bis in das 16. Jahrhundert eine ständige menschliche Nutzung nachweisbar ist. In den 1920er und 1930er Jahren war das Gelände rund um die Ruine Dietfurt ein Treffpunkt des Neutempler-Ordens. Dieser elitäre Männerbund galt als einer der Wegbereiter der Nazi-Ideologie. 

### Frühe Besiedlung
Die Burg gehört zu den frühen Burgengründungen des 11. Jahrhunderts. Der Felsen selbst war jedoch schon weit früher besiedelt. Grabungen in der Burghöhle erbrachten Funde des späten Paläolithikums (Altsteinzeit), des Neolithikums (Jungsteinzeit), der mittleren Bronzezeit, der jüngeren Urnenfelderzeit, der mittleren und späteren Hallstattzeit, der römischen Epoche und des Mittelalters. Auch der Name „Dietfurt“, althochdeutsch als Diota, das Volk, weist auf eine frühe Besiedlung hin.

### Mittelalter

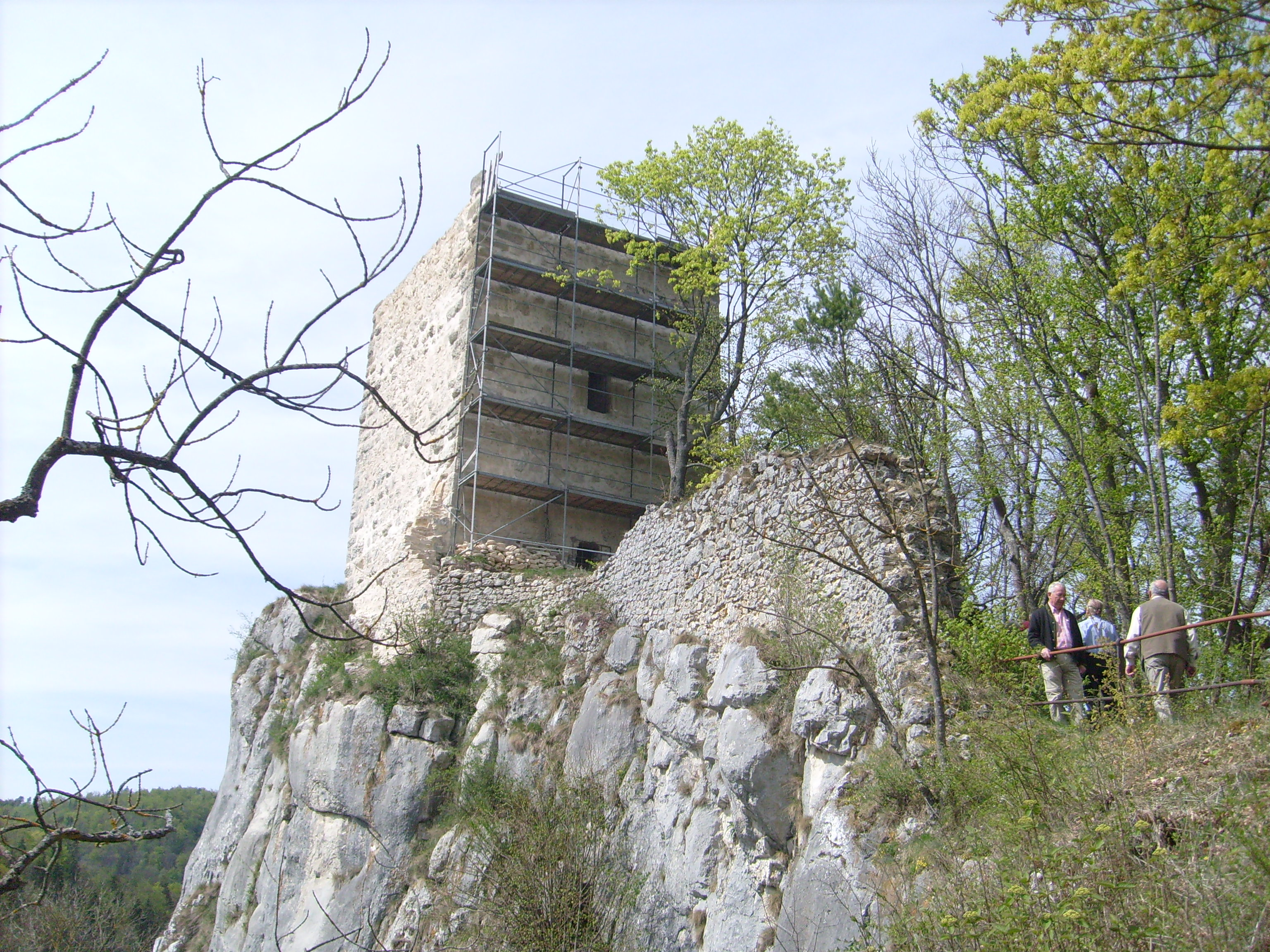
Bergfried mit Resten der Umfassungsmauer von Südost

Erstmals wurde der Name Dietfurt im Jahr 1095 im Zusammenhang mit der Gründung des Klosters Alpirsbach genannt, als die Brüder Heinrich, Eberhard und Hermann von Dietfurt als Zeugen benannt wurden. Aus dem Jahr 1125 ist eine erneute Nennung der Dietfurter Brüder in einer das Kloster Alpirsbach betreffenden Urkunde erwähnt. Der Truchsess von Waldburg, Berthold, verzichtete 1132 in Gegenwart des Königs auf das Reichslehen Dietfurt zugunsten des Grafen Mangold II. von Nellenburg. Zu diesem Zeitpunkt waren die Edlen von Dietfurt bereits ausgestorben.
1253 war Dietfurt im Besitz der Truchsessen von Waldburg. Kurze Zeit später, im Jahr 1257, wurde Dietfurt Reichslehen des Hugo von Montfort. Aus dem Jahr 1274 ist eine erstmalige urkundliche Erwähnung der Burg überliefert.
1421 verkaufen die Brüder Egg und Heinrich von Reischach Dietfurt als nellenburgisches Lehen an Anna, Gräfin von Werdenberg, Tochter des Freiherrn Johann von Zimmern. Anna Gräfin von Werdenberg zu Dietfurt starb am 1. März 1445 und wurde im Kloster Inzigkofen begraben. 1468 wird beim Schutz- und Trutzbündnis des Hochadels gegen die Rauf- und Fehdelust mancher Edelleute Dietfurt als feste Burg bezeichnet. Nach dem Aussterben der Grafen von Werdenberg ging die Burg 1534 an das Haus Fürstenberg, 1806 ging sie an Hohenzollern-Sigmaringen über.
Schon 1593 wird die Burg als Ruine bezeichnet.
Ab 1850 ist diese Ruine im Besitz von Dietfurter Bauern. Mit dem Jahr 1927 verkauften zwei der Bauernfamilien, denen der größte Teil des Burgbergs mitsamt der Ruine gehörte, diesen an den deutschen Zweig des Neutemplerordens des Adolf Joseph Lanz. Der Orden (Ordo Novi Templi) errichtete hier seinen deutschen Hauptsitz, das „Neutemplererzpriorat Staufen“ und wurde mit Beginn des Zweiten Weltkriegs aufgelöst. Nach dem Krieg zunächst Unterkunft einer ausgebombten Neutemplerfamilie und später einer Flüchtlingsfamilie aus Bessarabien, übernahm 1964 die DRK-Bergwachtbereitschaft (DRK Bergwacht Sigmaringen) das gesamte Areal. Bis 2005 gepachtet, erwarb die Bergwacht den Besitz im selben Jahr.

### Neutempler-Orden
Im Jahr 1924 erwarb der Neutempler-Orden auch Ordo Novi Templi (ONT) die zwei Flurstücke „Ruine“ und „Burggraben“. Er führt seinen Namen auf den mittelalterlichen Templerorden zurück, für den der Ordensgründer eine besondere Vorliebe hatte. Die Burg wurde als Ordensritterburg des Neutempleisenerzpriorat Staufen bezeichnet. Die Hütte der Bergwachtsbereitschaft Sigmaringen war von 1928 bis 1939 Standort und Unterkunft des ONT. Dieser hatte die Hütte erbaut und zwischen 1928/1929 die Burghöhle zum kultischen Sakralraum ausgebaut. 
Der ONT war vom aus Wien stammenden Josef Adolf Lanz (1874–1954), der nach Theologiestudium und Priesterweihe (Ordensname: Georg) aus dem Kloster Heiligenstift nahe Wien austrat, als antisemitischer und antifeministischer Geheimbund gründet worden. Bekannt wurde Lanz als Dr. Jörg Lanz von Liebenfels, Doktorat und Adelsprädikat waren frei erfunden, wurden aber von ihm bis ins offizielle österreichische Melderegister gebracht.
Die im Felsen befindliche Burghöhle wurde umgestaltet.

### Bergwachtsbereitschaft Sigmaringen
Die von den Neutemplern im Burggraben erbaute Hütte wurde noch zu Kriegszeiten von evakuierten Familienmitglieder eines Ordensmitglieds aus dem ausgebombten Berlin bewohnt. Nach dem Krieg bewohnten Flüchtlinge aus dem Osten die Hütte, bevor nach längerem Leerstehen die Bergwacht die Hütte in den 1950er Jahren übernahm. Im Jahr 1959 pachtete die Bergwachtsbereitschaft Sigmaringen die Ruine. 2004 erfolgte der Kauf des gesamten Geländes einschließlich Hütte, Ruine und Burghöhle durch das DRK Sigmaringen. Im selben Jahr hat es sich die Bereitschaft auch zur Aufgabe gemacht, die Hütte selbst zu renovieren und Sicherungsmaßnahmen am Turm vorzunehmen. Ein Jahr später folgte der Beginn der Ruinensanierung.

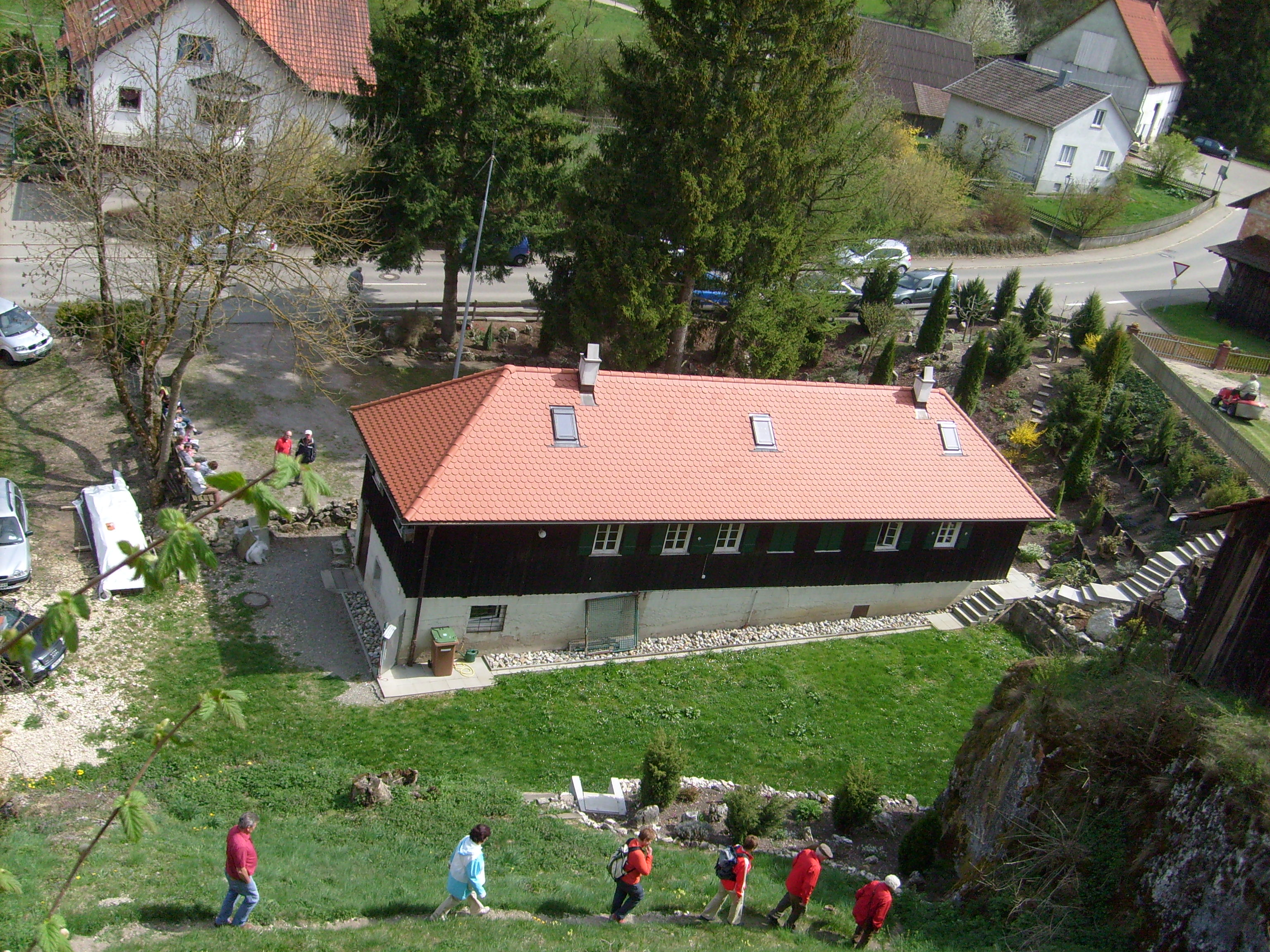
Hütte der Bergwachtsbereitschaft Sigmaringen im ehemaligen Burggraben

Seit 2007 laufen ständige Substanzerhaltungsmaßnahmen an der Burgruine durch die Bergwacht. Da über die Jahrhunderte das von der Ruine abgebröckelte Gesteinsmaterial für umliegende Bauwerke Verwendung fanden, musste zwischenzeitlich von anderen Stellen des Donautals und des Heubergs fremdes Kalksteinmaterial herbeigeschafft werden. Um bei diesem Fremdmaterial ausschließen zu können, dass es sich um behauene Steine andere Burgen handelt, werden nur Gestein von Felsstürzen und frisch gebrochenem Material verwendet.
Die Bergwachtsbereitschaft investierte bis einschließlich Juli 2010 über 50.000 Euro und Tausende von Arbeitsstunden in die Sanierung und Instandhaltung des Gemäuers. Im Sommer 2010 liefen die Arbeiten an der Befestigung eines längeren Stücks der Schalenmauer mit Trassmörtel beim Höhleneingang. Diese Schalenmauer aus großen Felssteinen schützte das eigentliche, aus kleinen Steinen zusammengesetzte Mauerwerk. Die restlichen 13 Meter dieses inneren Mauerwerks sollen keine neue Mauerschale bekommen. Zuvor wurde der Eichendielenboden im Turm so weit gesichert, dass er wieder gefahrlos betreten werden kann. In einem nächsten Schritt der Bestandserhaltung und Sanierung der Ruine soll der Eingangsbereich vergrößert werden.
In Eigenleistung wurden alleine im Jahr 2011 insgesamt 597 Arbeitsstunden aufgewendet, seit dem Jahr 2007 verbauten die Mitglieder der Bergwacht 73,41 Tonnen Kalkmörtel, 64,32 Tonnen Kalkstein und fünf Tonnen Wandkies.

## Burghöhle Dietfurt
Die Burghöhle Dietfurt, einer Höhle im Kalkstein, befindet sich unter der Burg Dietfurt. Es handelt sich um eine Durchgangshöhle, die den Felsen durchquert und auf beiden Seiten ein Portal besitzt. Der Hauptgang ist von einem Portal zum anderen etwa 40 Meter lang. Drei größere Hallen (mit einer Höhe von bis zu 8 Metern) sind durch einen Gang verbunden, der Weg fällt von einem Portal zum anderen etwa 10 Meter, was einige Treppen nötig machte. Sie wurde vom Neutemplerorden umgestaltet.